# Cristoforo Bellotti
Cristoforo Bellotti (Milano, 31 luglio 1823 – Milano, 25 maggio 1919) è stato un ittiologo, paleontologo e filantropo italiano.

## Biografia

### Gli studi
Figlio di Pietro e Carolina Mazzeri, nipote del letterato e grecista Felice, Cristoforo Bellotti è stato, dal 1857 al 1904, conservatore onorario del Museo civico di storia naturale. Nel 1853, a seguito di un viaggio in Dalmazia, ha dato alle stampe un saggio malacologico arricchito di alcune note di Pellegrino Strobel. Nel 1857 ha pubblicato, in appendice agli Studii geologici e paleontologici sulla Lombardia di Antonio Stoppani, una serie di importanti saggi descrittivi di nuove specie di fossili ittici rinvenuti in alcune località lombarde tra cui Perledo. In questa materia ha condotto numerose osservazioni, spesso in base alla collezione ittiologica, da lui arricchita, presso il detto Museo di studio naturale, identificando, tra gli altri taxa, la Paralepis speciosa , il Gobius ater e la Facciolella oxyrhyncha. Portano il suo nome numerose specie ittiche: Bellotia apoda, Diplodus bellottii (o Sargus bellottii), Pagellus bellottii,  Austrolebias bellottii, Leptocephalus bellottii, Hemigrammus bellottii, Paralepis bellottii, nonché la specie di molluschi Nucula bellotti (sinonimo della Nuculoma tenuis).
Presidente della Società italiana di scienze naturali dal 1902 al 1903, si è a lungo occupato anche di bachicoltura, sperimentando nuove semente per i bachi da seta.

### La filantropia
Ha ereditato dallo zio Felice e ha conservato un noto ed importante fondo di manoscritti di Giuseppe Parini, citati anche da Giosuè Carducci: nel 1910 ha donato tale fondo alla Biblioteca Ambrosiana. Sempre a Milano, rispettivamente presso l'Archivio e la Biblioteca del Museo civico di storia naturale, sono conservati i suoi fondi archivistici e la sua raccolta libraria, da lui donati nel 1917. Con una serie di legati ha disposto per testamento che pezzi della sua collezione d'arte, in particolare due disegni a carboncino e pastello di Andrea Appiani e due oli su tela di Giuseppe Bossi, andassero alla Galleria d'Arte Moderna di Milano, dove tuttora sono conservati.

## Opere principali

### Bacologia
- Bacologia. Relazione di un allevamento naturale di Bachi da Seta esperimentato nella corrente estate, s.e., Milano 1860.
- Risultato delle osservazioni microscopiche fatte sulle uova di bachi da seta dal 7 ottobre 1860 a tutto gennaio 1861, s.e., Milano 1861.
- Risposta...alla nota dei professori Rondani e Passerini sul metodo da lui proposto per ottenere semente sana di bachi da seta, «Atti Soc. It. Sc. nat.», 1864, vol. VI, pp. 6.
- Sulla flacidezza del baco da seta. Considerazioni, Tip. Bernardoni, Milano 1879.

### Ittiologia
- Descrizione di alcune nuove specie di pesci fossili di Perledo e di altre località lombarde, in A. Stoppani, Studii geologici e paleontologici sulla Lombardia, Tip. Turati, Milano 1857 (online).
- Nuova specie di Ophisurus del Mediterraneo, Tip. Boniotti, Milano 1857.
- Rettificazioni alle specie finora note di Ciprinodonti europei, «Gazzetta Piemontese», 1857, n. 280, pp. 4.
- Sopra due specie di pesci raccolte in Egitto durante l'inverno del 1873-74. Nota, «Atti Soc. It. Sc. nat.», 1874, vol. XVII, pp. 262–265.
- Note ittiologiche. Osservazioni fatte sulla collezione ittiologica del Civico museo di storia naturale in Milano, «Atti Soc. It. Sc. nat.», 1878, vol. XX, fasc. 1, pp. 53–60.
- Note ittiologiche. Osservazioni fatte sulla collezione ittiologica del Civico museo di storia naturale in Milano, «Atti Soc. It. Sc. nat.», 1879, vol. XXII, pp. 33–38.
- Note ittiologiche. Osservazioni fatte sulla collezione ittiologica del Civico museo di storia naturale in Milano,  «Atti Soc. It. Sc. nat.», 1883, vol. XXVI, fasc. 2, pp. 165–181.
- Note ittiologiche. Osservazioni fatte sulla collezione ittiologica del Civico museo di storia naturale in Milano, «Atti Soc. It. Sc. nat.», 1888, vol. XXXI, pp. 213–229.
- Un nuovo siluroide giapponese, «Atti Soc. It. Sc. nat.», 1892, vol. XXXIV, pp. 99–101.
- Di un nuovo Pteraclide Giapponese, «Atti Soc. It. Sc. nat. e Museo Civ. St. Nat.», 1903, vol. XXXXII, n. 2, pp. 136–139.